# Hyponerita purpureotincta
Hyponerita purpureotincta là một loài bướm đêm thuộc phân họ Arctiinae, họ Erebidae.